# Джамшедпур
Джамшедпу́р, или Татанагар (хинди जमशेदपुर, бенг. জামশেদপুর, англ. Jamshedpur) — город в индийском штате Джаркханд. Административный центр округа Восточный Сингхбхум. Крупнейший город штата Джаркханд. Джамшедпур — первый город Индии, построенный в соответствии с заранее разработанным планом. Согласно переписи населения Индии 2011 года население города составило 1 337 131 человек; Джамшедпур образует третью по численности населения городскую агломерацию Восточной Индии (после Калькутты и Патны).

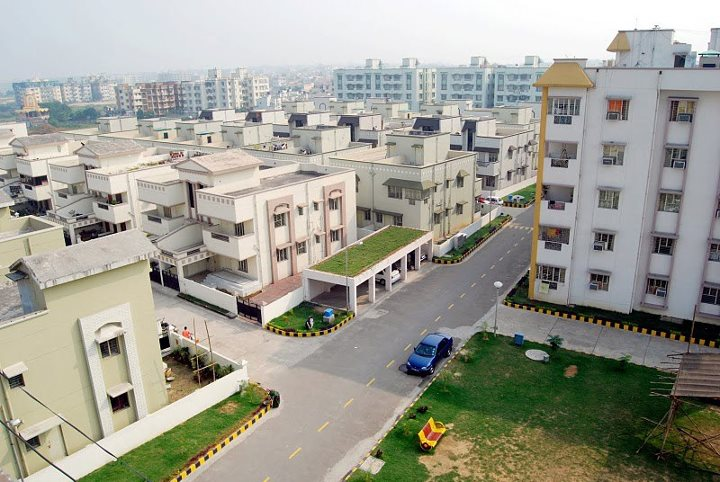
Жилые кварталы Джамшедпура

## История
Индийский промышленник Джамшеджи Насарванджи Тата попросил геолога Чарльза Пейдж Перина помочь ему с выбором места для строительства первого в Индии металлургического завода. Поиски места, богатого железной рудой, углём, известняком и водой началась в апреле 1904 года на территории современного штата Мадхья-Прадеш. На поиски ушло почти 3 года. Окончательный выбор был остановлен на деревушке Сакчи, расположенной в районе плато Чхота-Нагпур, в месте слияния рек Субарнарекха и Кхаркаи (англ.).
Строительство заводов и города началось в 1908 году. 16 февраля 1912 года первый индийский сталелитейный завод был запущен. Это было знаменательным событием в истории промышленности Индии.

## География и климат
Город находится в южной части штата, на плоскогорье Чхота-Нагпур, окружён холмами Далма. Реки Субарнарекха и Харкай окружают Джамшедпур с севера и запада соответственно. Обе реки используются как источник питьевой воды для населения города. Высота города над уровнем моря — 134 м. Согласно сейсмическому районированию Индии, Джамшедпур относится к сейсмической зоне 2 (низкий риск повреждений).
Климат Джамшедпура характеризуется как тропический климат с сухой зимой и дождливым летом. Лето продолжается с середины марта по июнь, средние максимумы в этот период изменяются от 34,4 °C до 39,6 °C. Наиболее холодные месяцы — декабрь и январь, со средними минимумами 11,7 °C. Сезон дождей продолжается с июня по сентябрь; годовая норма осадков составляет около 1270 мм.
| Показатель                    | Янв. | Фев. | Март | Апр. | Май  | Июнь  | Июль  | Авг.  | Сен.  | Окт. | Нояб. | Дек. | Год  |
| ----------------------------- | ---- | ---- | ---- | ---- | ---- | ----- | ----- | ----- | ----- | ---- | ----- | ---- | ---- |
| Абсолютный максимум, °C       | 34,6 | 38,6 | 42,5 | 46,3 | 46,5 | 46,6  | 39,7  | 38,6  | 36,0  | 35,8 | 34,8  | 32,5 | 46,6 |
| Средний суточный максимум, °C | 26,2 | 29,3 | 34,4 | 38,9 | 39,6 | 36,2  | 32,3  | 31,8  | 32,1  | 31,5 | 29,0  | 26,2 | 32,3 |
| Средняя температура, °C       | 19,0 | 21,9 | 26,5 | 31,3 | 32,9 | 31,2  | 28,7  | 28,5  | 28,4  | 26,6 | 22,6  | 19,0 | 26,4 |
| Средний суточный минимум, °C  | 11,7 | 14,5 | 18,6 | 23,7 | 26,2 | 26,2  | 25,1  | 25,2  | 24,6  | 21,7 | 16,1  | 11,7 | 20,4 |
| Абсолютный минимум, °C        | 4,4  | 6,0  | 10,0 | 16,2 | 17,7 | 16,4  | 20,7  | 18,4  | 18,9  | 11,2 | 6,6   | 4,5  | 4,4  |
| Норма осадков, мм             | 14   | 25,7 | 26,1 | 31,5 | 57,2 | 205,3 | 292,5 | 306,5 | 208,8 | 82,2 | 10,1  | 6,1  | 1272 |
| Источник:                     |      |      |      |      |      |       |       |       |       |      |       |      |      |

## Население
Согласно данным переписи 2011 года, население агломерации Джамшедпура составляет 1 337 131 человек. Население собственно города по данным той же переписи составляет 725 623 человека. Мужчины составляют 52,1 % населения; женщины — 47,9 %. Средний уровень грамотности — 85,94 %, что выше чем средний по стране показатель 74 %. 11,5 % населения составляют дети в возрасте младше 6 лет.
Наиболее распространённые языки в городе — хинди, бенгали и английский. Широко распространены также другие языки Индии, что связано в миграцией из других районов страны. Наиболее значительные языки племенных групп — сантали и хо.

## Экономика
Окрестности Джамшедпура богаты железной рудой, углём, бокситами и известняком. Это современный промышленный город, основные отрасли промышленности включают чёрную металлургию, производство жести, грузовых автомобилей, цемента, а также ряда других товаров.

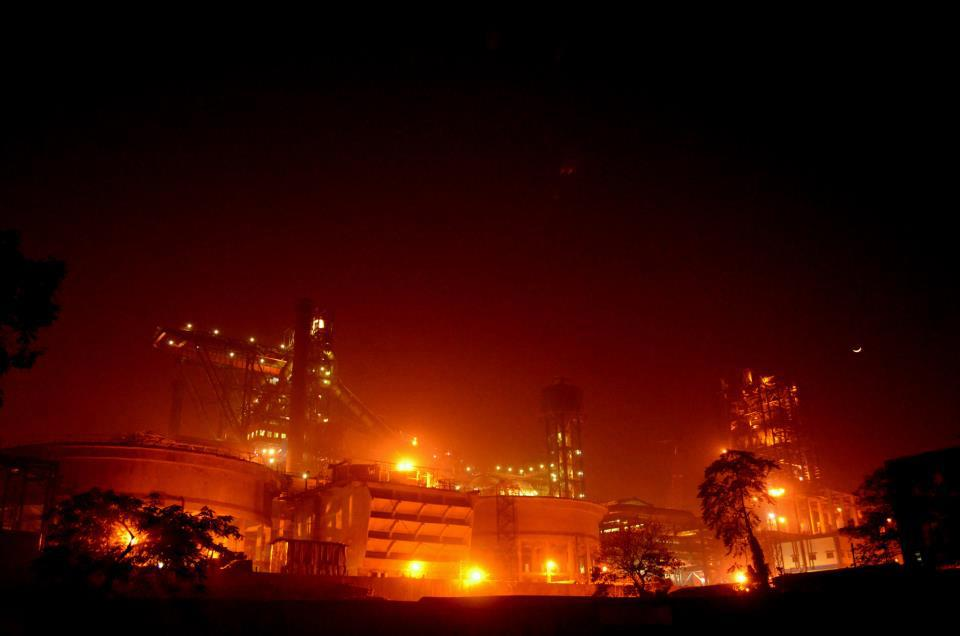
Завод Tata Steel ночью

Завод сталелитейной компании Tata Steel расположен практически в центре города; это одновременно крупнейший и старейший сталелитейный завод в Индии. По рейтингу Fortune Global 500 за 2012 год Tata Steel занимает 401 место среди 500 крупнейших корпораций мира. Согласно ежегодному обзору Brand Finance и The Economic Times за 2010 год, это восьмой самый дорогой индийский бренд. В настоящее время завод имеет 9 доменных печей; на предприятии трудятся около 26 500 рабочих. Имеются планы по расширению заводы с целью увеличить производительность с 7 до 10 млн тонн в год. С 10 тоннами в год это будет крупнейший сталелитейный завод в мире, расположенный на одной территории. Завод Tata Steel охватывает около одной четвёртой от общей площади Джамшедпура.
Другим крупным промышленным предприятием города является завод компании Tata Motors, производящий грузовики, строительную и землеройную технику. Площадь завода составляет 822 акра; предприятие на пиковой скорости способно производить до 450 автомобилей в день. Tata Motors является 18-й крупнейшей в мире автомобилестроительной компанией, 4-м крупнейшим производителем грузовых автомобилей и 2-м крупнейшим производителем автобусов по объёму выпускаемой продукции. По рейтингу Fortune Global 500 за 2012 год Tata Motors занимает 314-ю позицию.
Рядом с заводом Tata Motors расположен завод Tata Cummins Ltd. (совместное предприятие Tata Motors и Cummins India ltd.), производящий дизельные двигатели для автомобилей Tata Motors. Недалеко от завода Tata Motors находится также цементный завод Lafarge Cement. Завод компании Tata Tinplate занимается производством жести. Предприятия компаний Praxair и Brin’s Oxygen Company (BOC) производят сжиженный кислород, азот и другие газы. Крупная тепловая электростанция компании Tata Power, работающая на угле, производит большую часть электроэнергии, необходимую для нужд города.

## Транспорт
Расположенная в Джамшедпуре железнодорожная станция Татанагар относится к отделу Чакрадхарпур Юго-Восточной зоны Индийских железных дорог и является одним из важнейших железнодорожных узлов штата. Это одна из самых загруженных станций Юго-Восточной зоны.
Через Джамшедпур проходит несколько национальных шоссе. Расстояния до крупных городов по дорогам: Ранчи (131 км), Дханбад (180 км), Калькутта (250 км), Патна (480 км). В настоящее время город обслуживается небольшим аэропортом Сонари; выполняются только чартерные рейсы. Имеются планы по строительству нового крупного аэропорта на окраине Джамшедпура.